# Haakon VII của Na Uy
Haakon VII (3 tháng 8 năm 1872 – 21 tháng 9 năm 1957), còn được biết tới là Hoàng tử Karl của Đan Mạch cho đến năm 1905, là vị vua đầu tiên của Na Uy sau khi giải thể Liên minh cá nhân với Thụy Điển năm 1905.

## Gia đình và cuộc sống ban đầu
Ông nguyên tên khai sinh là Christian Frederik Carl Georg Valdemar Axel, là con trai thứ hai của vua Frederik VIII của Đan Mạch với công chúa Lovisa của Thụy Điển, anh trai của vua Kristian X của Đan Mạch; thành viên của dòng họ Glücksburg, một nhánh của vương triều Oldenburg Đan Mạch.
Sinh ra trong gia đình hoàng gia, hoàng tử Karl được theo học tai Học viện Hải quân Hoàng gia Đan Mạch. Năm 1896, ông kết hôn với em họ là công chúa Maud xứ Wales, con gái út của vua tương lai Edward VII của Vương quốc Anh và vợ, công chúa Alexandra của Đan Mạch. Con trai của hoàng tử Karl, Alexander - sau là vua Na Uy kế vị ông với tên Olav V của Na Uy.

## Lên ngôi vua Na Uy
Hoàng tử Karl được bầu làm vua sau cuộc trưng cầu dân ý tách Na Uy khỏi Thụy Điển (tháng 6 - tháng 11/1905). Ông lấy tên là Haakon, tỏ ý muốn là người kế thừa tổ phụ là vua Haakon VI Magnusson (1344 - 1380), vị vua tài ba của vương quốc Na Uy. Ông chấp nhận ý kiến của Quốc hội, thành lập nền quân chủ lập hiến Na Uy.
Là một trong số ít các quốc vương được bầu, Haakon nhanh chóng giành được sự tôn trọng và tình cảm của người dân của mình và ông đã đóng một vai trò then chốt trong việc thống nhất quốc gia Na Uy trong cuộc kháng chiến chống lại cuộc xâm lược của Đức Quốc xã và 5 năm dài sau đó bị Đức chiếm đóng trong Thế chiến thứ hai.
Tại Na Uy, Haakon được coi là một trong những người Na Uy vĩ đại nhất của thế kỷ XX và được đặc biệt tôn kính vì sự dũng cảm của ông trong cuộc xâm lược của Đức, ông dọa sẽ thoái vị nếu chính phủ hợp tác với quân xâm lược Đức, và sự lãnh đạo và duy trì sự hiệp nhất Na Uy của ông trong suốt thời gian chiếm đóng của Đức Quốc xã. Ông qua đời ở tuổi 85 vào ngày 21 Tháng 9 năm 1957, sau khi đã trị vì gần 52 năm.

## Danh hiệu
- 3 tháng 8 năm 1872 – 18 tháng 11 năm 1905: His Royal Highness Vương tôn Karl của Đan Mạch Điện hạ
- 29 tháng 1 năm 1906 – 14 tháng 5 năm 1912: His Royal Highness Vương tử Karl của Đan Mạch Điện hạ (tại Đan Mạch)
- 18 tháng 11 năm 1905 – 21 tháng 9 năm 1957: Quốc vương Na Uy Bệ hạ